# Chambretaud
Chambretaud foi uma comuna francesa na região administrativa da País do Loire, no departamento de Vendeia. Estendia-se por uma área de 16.10 km². Em 2010 a comuna tinha 1 457 habitantes (densidade: 90,5 hab./km²).
Em 1 de janeiro de 2019, passou a formar parte da nova comuna de Chanverrie.